# Patient Number 9
Patient Number 9 — тринадцятий студійний альбом англійського рок-музиканта Оззі Осборна, що вийшов 9 вересня 2022 на лейблі Epic Records; продюсером запису виступив Ендрю Вотт.

## Передісторія та випуск
Через чотири дні після виходу альбому Ordinary Man Осборн оголосив, що почав роботу над його продовженням, а Ендрю Вотт повернувся у крісло продюсера. 24 червня 2022 року головний сингл та заголовний трек «Patient Number 9» за участю Джеффа Бека був випущений разом із супровідним музичним відео. Режисерами кліпу виступили Тодд Макфарлейн та М. Вартелла. Кліп став першим відео, де використовувалися намальовані від руки ілюстрації Осборна. «Мої демони були анімовані, і їх можна побачити під час гітарного соло Джеффа Бека в пісні», — написав Осборн у «Твіттері». Згодом трек дебютував на першому місці в чарті Billboard's Hot Hard Rock Songs, одночасно посівши 17 і 22 місця в чартах Billboard's Hot Rock Songs та Hot Rock & Alternative Songs відповідно. У той же час Осборн офіційно анонсував сам альбом, а також представив обкладинку, список пісень та дату виходу.
22 липня був представлений другий сингл «Degradation Rules» за участю Тоні Айоммі. 5 вересня, за чотири дні до виходу альбому, був опублікований третій сингл «Nothing Feels Right» за участю Закка Вайлда. 7 вересня було оголошено, що Осборн виступить у перерві шоу на відкритті сезону НФЛ «Лос-Анджелес Ремз» проти «Баффало Біллс» 8 вересня на підтримку альбому.

## Відгуки критиків
Louder Sound дав альбому позитивну рецензію і зазначив: «Незважаючи на все, що ви могли чути про те, що Оззі знаходиться на останньому подиху, Patient Number 9 однозначно не звучить як робота людини, яка живе у відпущений термін. Навпаки, він звучить так, ніби Князь Темряви, бляха, відривається на повну котушку, з купою своїх друзів і, хоч як це дивно, зі знову набутим почуттям артистичних амбіцій.». Більше того, Алексіс Петрідіс, який написав статтю для The Guardian, дав альбому в цілому позитивну рецензію, маючи на увазі, що «За контрастом, Patient Number 9 завершується God Only Knows, красивою стадіонною рок-баладою, в якій Осборн розмірковує про власну смертність у термінах, які поперемінно є суворими та зворушливими. Гарет Вільямс з Wall of Sound дав альбому позитивну рецензію, сказавши: «Неможливо замаскувати один із найунікальніших голосів року, співак звучить так добре, як не звучав уже багато років. Хоча цей альбом не відкриває нічого нового, він значно випереджає такі альбоми, як Black Rain 2007 або Scream 2010 року. У 2020 році Ordinary Man підірвав мейнстримові чарти, а Patient Number 9 не залишиться далеко позаду. 

## Список пісень
Автор музики і слів Оззі Осборн, окрім відмічених. 
| Список пісень альбому Patient Number 9 | Список пісень альбому Patient Number 9         | Список пісень альбому Patient Number 9                      | Список пісень альбому Patient Number 9 |
| #                                      | Назва                                          | Автор                                                       | Тривалість                             |
| -------------------------------------- | ---------------------------------------------- | ----------------------------------------------------------- | -------------------------------------- |
| 1.                                     | «Patient Number 9» (за участю Джеффа Бека)     | Оззі Осборн Ендрю Вотт Роберт Трухільо Чед Сміт Алі Тампосі | 7:21                                   |
| 2.                                     | «Immortal» (за участю Майка Маккріді)          | Осборн                                                      | 3:03                                   |
| 3.                                     | «Parasite» (за участю Закка Вайлда)            | Осборн                                                      | 4:05                                   |
| 4.                                     | «No Escape From Now» (за участю Тоні Айоммі)   | Осборн                                                      | 6:46                                   |
| 5.                                     | «One of Those Days» (за участю Еріка Клептона) | Осборн                                                      | 4:40                                   |
| 6.                                     | «A Thousand Shades» (за участю Джеффа Бека)    | Осборн                                                      | 4:26                                   |
| 7.                                     | «Mr Darkness» (за участю Закка Вайлда)         | Осборн                                                      | 5:35                                   |
| 8.                                     | «Nothing Feels Right» (за участю Закка Вайлда) | Осборн                                                      | 5:35                                   |
| 9.                                     | «Evil Shuffle» (за участю Закка Вайлда)        | Осборн                                                      | 4:10                                   |
| 10.                                    | «Degradation Rules» (за участю Тоні Айоммі)    | Осборн Вотт Сміт Трухільо                                   | 4:10                                   |
| 11.                                    | «Dead and Gone»                                | Осборн                                                      | 4:32                                   |
| 12.                                    | «God Only Knows»                               | Осборн                                                      | 5:00                                   |
| 13.                                    | «Darkside Blues»                               | Осборн                                                      | 1:47                                   |
| 61:10                                  |                                                |                                                             |                                        |

## Учасники запису
- Оззі Осборн — вокал, губна гармошка

Додаткові музиканти
- Закк Вайлд — гітара (пісні 3, 7—9)
- Джефф Бек — гітара (пісні 1, 6)
- Тоні Айоммі — гітара (пісні 4, 10)
- Майк Маккріді — гітара (2 пісня)
- Ерік Клептон — гітара (5 пісня)
- Джош Гоммі — гітара
- Дейв Наварро — гітара (12 пісня)
- Роберт Трухільйо — бас-гітара (пісні 1, 3, 4, 6, 7, 9—12)
- Дафф Маккаган — бас-гітара (пісні 2, 5, 9)
- Кріс Чейні — бас гітара (8 пісня)
- Чед Сміт — ударні (пісні 1, 2, 4—6, 8—11)
- Тейлор Гокінс — ударні (пісні 3, 7, 12)
- Джеймс Пойзер — орган (пісні 5, 7)

## Чарти
| Chart (2022)                                       | Peak position |
| -------------------------------------------------- | ------------- |
| Australian Albums (ARIA)                           | 2             |
| Бельгія Belgian Albums (Ultratop Flanders)         | 7             |
| Бельгія Belgian Albums (Ultratop Wallonia)         | 6             |
| Нідерланди Dutch Albums (MegaCharts)               | 6             |
| Фінляндія Finnish Albums (Suomen virallinen lista) | 2             |
| Німеччина German Albums (Offizielle Top 100)       | 2             |
| Ірландія Irish Albums (OCC)                        | 22            |
| Italian Albums (FIMI)                              | 2             |
| Японія Japanese Albums (Oricon)                    | 10            |
| Japanese Hot Albums (Billboard Japan)              | 12            |
| New Zealand Albums (RMNZ)                          | 6             |
| Норвегія Norwegian Albums (VG-lista)               | 4             |
| Шотландія Scottish Albums (OCC)                    | 2             |
| Swedish Albums (Sverigetopplistan)                 | 2             |
| Швейцарія Swiss Albums (Schweizer Hitparade)       | 3             |
| Велика Британія UK Albums (OCC)                    | 2             |
| Велика Британія UK Rock & Metal Albums (OCC)       | 1             |
| США Billboard 200                                  | 3             |